# Simpson-Test
Der Simpson-Test ist ein augenheilkundliches und neurologisches Untersuchungsverfahren beim Krankheitsbild der okulären Myasthenie und wird in der Regel in Verbindung mit dem sogenannten Tensilontest durchgeführt. Das Verfahren wurde nach dem schottischen Neurologen John Alexander Simpson (1922–2009) benannt, der entscheidende Ergebnisse zur Erforschung der Myasthenia gravis vorlegte.

## Durchführung
Allgemein ist bei der Myasthenia gravis die Überleitung der Nervensignale auf den Muskel gestört, wird jedoch durch die Gabe von Tensilon, einem kurzwirksamen Cholinesterasehemmer, temporär verbessert. Der Test besteht nun darin, zum Nachweis einer okulären Myasthenie den Patienten bei gerader Kopfhaltung einige Minuten nach oben blicken zu lassen. Im positiven Falle resultiert daraus ein ermüdungsbedingtes, langsames Herabsinken des Oberlides mit einer teilweisen oder vollständigen Ptosis, fallweise auch die Wahrnehmung von Doppelbildern.
Nach der Gabe von Tensilon (Tensilontest) wird diese Ermüdungserscheinung kurzfristig aufgehoben oder zumindest deutlich reduziert, was somit eine Lähmung anderer Ursache mit wenigen Ausnahmen (bspw. Lambert-Eaton-Rooke-Syndrom) ausschließt.